# Une femme sous influence (film, 2016)
Pour les articles homonymes, voir Une femme sous influence.
Pour plus de détails, voir Fiche technique et Distribution.
Une femme sous influence, ou Au-delà de soi au Québec, est un thriller canadien.

## Synopsis
Alison n'a qu'une idée en tête : pouvoir un jour participer au triathlon le plus mythique au monde, celui de Hawaii. Elle travaille comme styliste chez un équipementier sportif et décide de s'offrir les services de l'entraineuse très en vue Laura Stevens, qui entraînait Delphine Ricard, l'égérie de la marque pour laquelle Alison travaille, et qui est décédée dans des circonstances mystérieuses.

## Fiche technique
- Titre australien :
- Titre anglais et américain : Run to Me
- Titre français : Une femme sous influence
- Réalisation : Philippe Gagnon
- Scénario : Doug Barber et James Phillips
- Musique : Marc Ouellette et Luc St. Pierre
- Production : Jean Bureau, Kaleigh Kavanagh et Ian Whitehead
- Pays d'origine :  Canada
- Langue originale : anglais
- Format : couleur - 35 mm - 1,78:1 - son Stereo
- Durée : 115 minutes
- Dates de diffusion :

## Distribution
- Michelle Nolden (VQ : Pascale Montreuil) : Dr Laura Stevens
- Claire Forlani (VQ : Catherine Proulx-Lemay) : Alison Wynn
- Virginie Roy : Delphine Ricard
- Arnold Pinnock (en) (VQ : Patrick Chouinard) : Jake Dorsey
- Allison Brennan (VQ : Éveline Gélinas) : Brea
- Mike Shara (VQ : Tristan Harvey) : Adam
- Amanda Tilson (VQ : Sarah-Jeanne Labrosse) : Kayla Wynn
- Michelle Leblanc (VQ : Marika Lhoumeau) : la mère d'Alison
- George Tchortov (VQ : Adrien Bletton) : Rod
- Michael Broderick : un policier